# Białe miasteczko

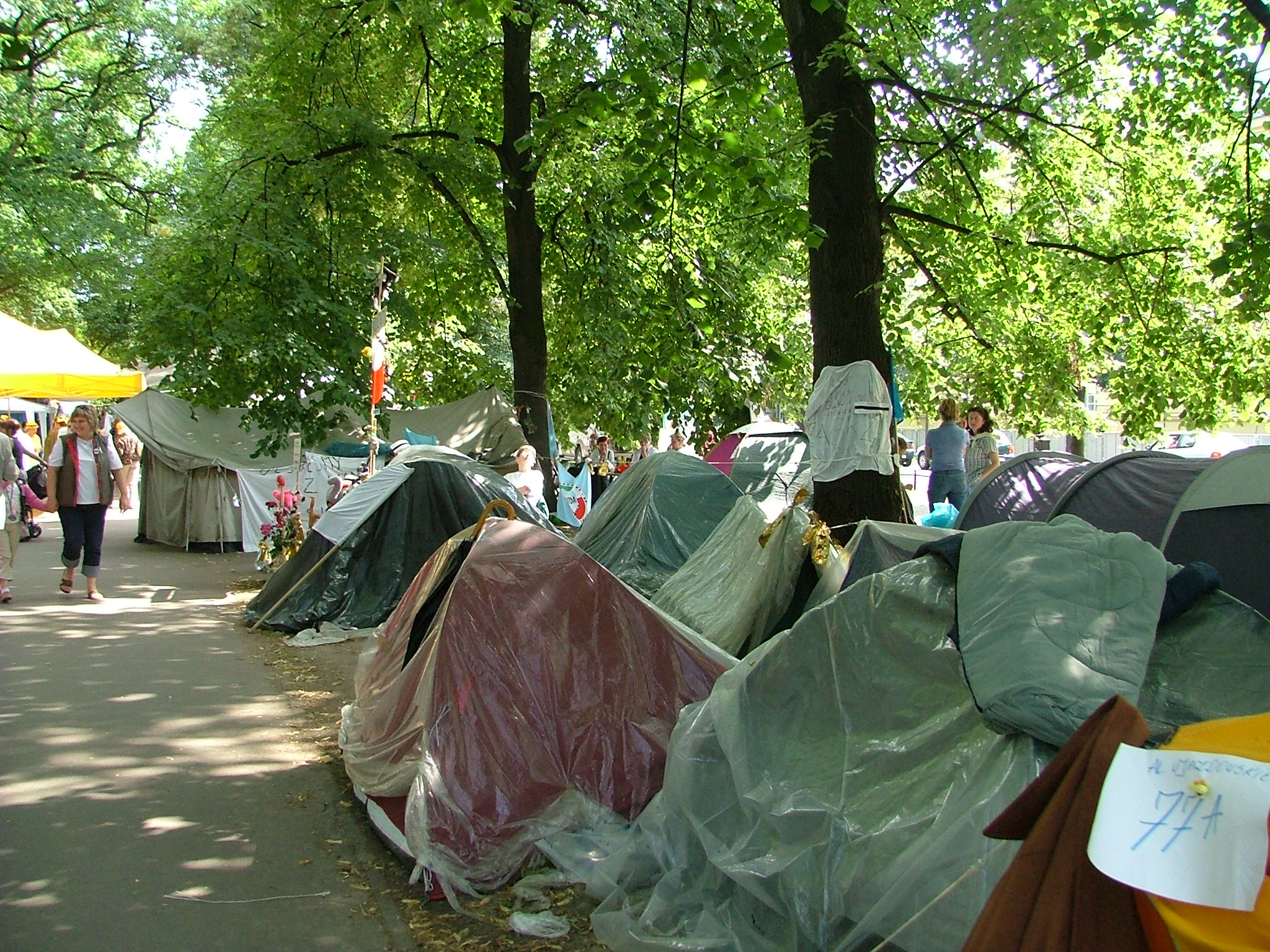
„Białe miasteczko” – 1 lipca 2007

Białe miasteczko, miasteczko pielęgniarek – miejsce protestu grupy pielęgniarek pod gmachem Kancelarii Prezesa Rady Ministrów Jarosława Kaczyńskiego w Alejach Ujazdowskich w Warszawie. Zostało spontanicznie założone 19 czerwca 2007, gdy premier odmówił spotkania z przedstawicielkami protestujących w sprawie podwyżek wynagrodzeń i reformy opieki zdrowotnej pielęgniarek. Zlikwidowane zostało 15 lipca 2007.
Jednocześnie od 19 czerwca Kancelarię Premiera okupowały 4 przedstawicielki Ogólnopolskiego Związku Zawodowego Pielęgniarek i Położnych (OZZPiP): Dorota Gardias, Longina Kaczmarska, Janina Zaraś oraz Iwona Borchulska. 20 czerwca w godzinach rannych użyto policji do usunięcia pielęgniarek z zajmowanego przez nich pasa drogi, co dla jednej strony konfliktu było brutalną akcją policji, dla drugiej zaś akcją w pełni profesjonalną. Pielęgniarki dla upamiętnienia tej akcji, 19 minut po każdej godzinie grzechotały plastikowymi butelkami po napojach, wypełnionymi bilonem lub kamykami.

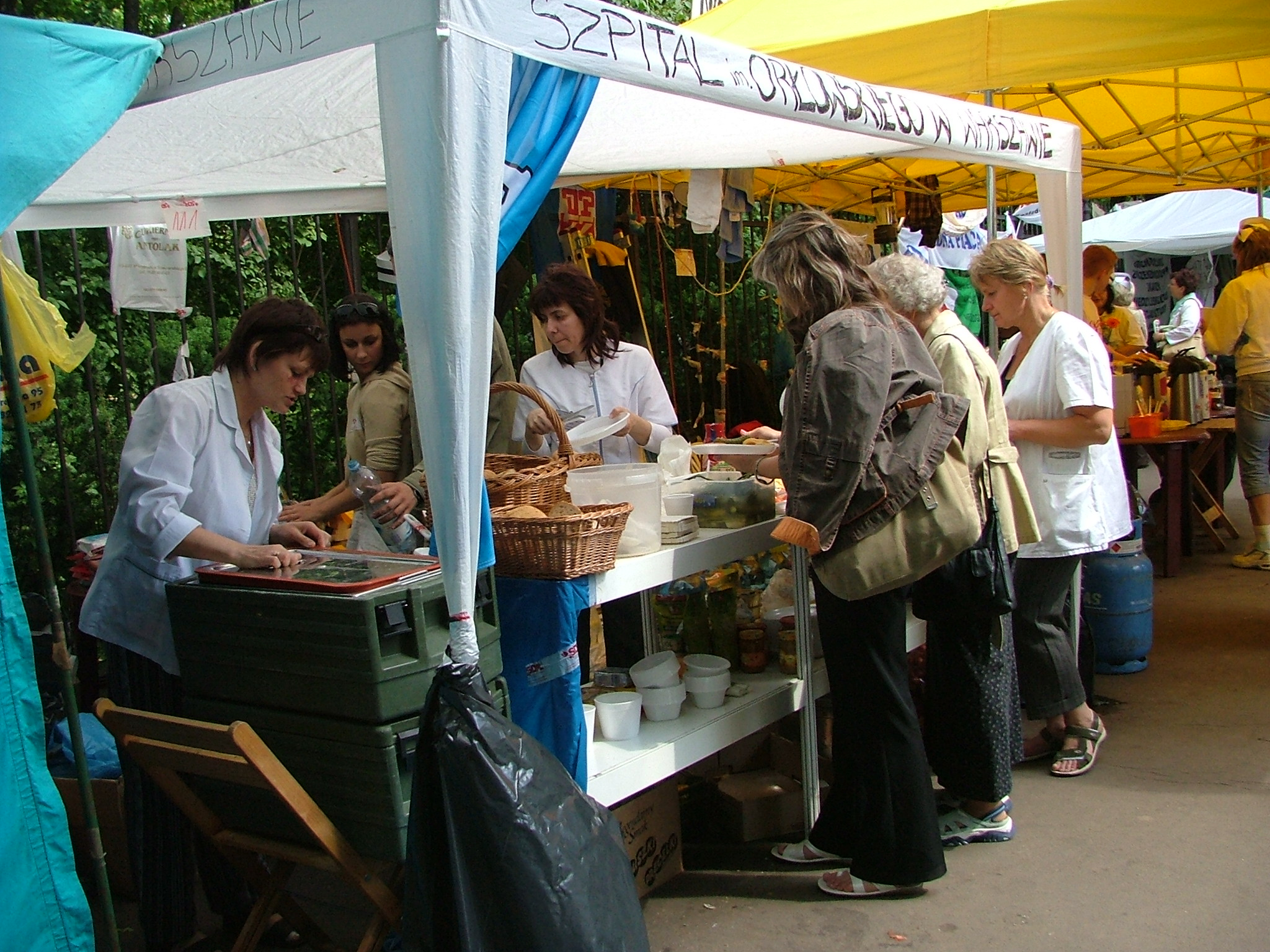
„Białe miasteczko” – kuchnia polowa

Po 7 dniach protestu w kancelarii premiera do strajku głodowego przystąpiły 3 pielęgniarki (z wyjątkiem chorej na cukrzycę Doroty Gardias), co w końcu doprowadziło do zmiany stanowiska przez premiera, który wyraził zgodę na spotkanie z protestującymi. Po tym spotkaniu 4 protestujące pielęgniarki opuściły Kancelarię Premiera i przeniosły się do białego miasteczka, w którym także prowadzono protest głodowy. W szczytowej fazie protestu pod kancelarią premiera protestowało do 3 tysięcy osób i było rozbitych 150 namiotów.
6 lipca 2007 miasteczko zostało uznane przez wojewodę mazowieckiego Jacka Sasina za nielegalne, gdyż pielęgniarki miały zgodę na manifestację jedynie 19 czerwca pomiędzy godziną 12 i 15, natomiast zgodę na protest pod kancelarią premiera uzyskały dopiero 24 czerwca. Wobec powyższego wojewoda zwrócił się do Prezydenta Warszawy Hanny Gronkiewicz-Waltz z wnioskiem o jego rozwiązanie, jednakże Prezydent Warszawy odmówiła, uznając że protest pielęgniarek jest legalny i pokojowy, i nie zagraża zdrowiu ani życiu, co mogłoby być podstawą rozwiązania zgromadzenia.
Protestujące pielęgniarki były odwiedzane przez liczne osoby związane z polityką m.in. (Jolanta Kwaśniewska, Ryszard Kalisz, Hanna Gronkiewicz-Waltz), artystów (Marek Kondrat, Ewelina Flinta, Krystyna Janda, Maria Seweryn). Do protestujących w miasteczku dołączali warszawiacy i przedstawiciele innych związków zawodowych, nawet z RPA.
W miasteczku wychodziła gazeta Kurier Białego Miasteczka, wydawana przez zespół Krytyki Politycznej w uzgodnieniu z Zarządem Krajowym OZZPiP, a na terenie protestu zorganizowano miejsce, gdzie udzielano bezpłatnych profilaktycznych porad medycznych.
13 lipca 2007 Dorota Gardias, po mediacji z przewodniczącym Forum Związków Zawodowych, zapowiedziała, że w niedzielę 15 lipca o godzinie 1700 białe miasteczko zostanie zlikwidowane, co nastąpiło zgodnie z zapowiedzią.